# Nivolas-Vermelle
Nivolas-Vermelle és un municipi francès situat al departament de la Isèra i a la regió d'Alvèrnia-Roine-Alps. L'any 2007 tenia 2.243 habitants.

## Demografia

### Població
El 2007 la població de fet de Nivolas-Vermelle era de 2.243 persones. Hi havia 868 famílies de les quals 197 eren unipersonals (109 homes vivint sols i 88 dones vivint soles), 306 parelles sense fills, 277 parelles amb fills i 88 famílies monoparentals amb fills.
La població ha evolucionat segons el següent gràfic:
Habitants censats

### Habitatges
El 2007 hi havia 913 habitatges, 881 eren l'habitatge principal de la família, 7 eren segones residències i 25 estaven desocupats. 670 eren cases i 242 eren apartaments. Dels 881 habitatges principals, 554 estaven ocupats pels seus propietaris, 312 estaven llogats i ocupats pels llogaters i 15 estaven cedits a títol gratuït; 12 tenien una cambra, 69 en tenien dues, 155 en tenien tres, 242 en tenien quatre i 403 en tenien cinc o més. 630 habitatges disposaven pel capbaix d'una plaça de pàrquing. A 363 habitatges hi havia un automòbil i a 447 n'hi havia dos o més.

### Piràmide de població
La piràmide de població per edats i sexe el 2009 era:
| Homes | Edats   | Dones |
| ----- | ------- | ----- |
| 0     | 95 o +  | 0     |
| 4     | 90 a 94 | 12    |
| 4     | 85 a 89 | 12    |
| 4     | 80 a 84 | 12    |
| 36    | 75 a 79 | 48    |
| 24    | 70 a 74 | 44    |
| 64    | 65 a 69 | 36    |
| 56    | 60 a 64 | 60    |
| 60    | 55 a 59 | 52    |
| 52    | 50 a 54 | 64    |
| 52    | 45 a 49 | 48    |
| 48    | 40 a 44 | 64    |
| 76    | 35 a 39 | 72    |
| 96    | 30 a 34 | 68    |
| 32    | 25 a 29 | 80    |
| 56    | 20 a 24 | 24    |
| 32    | 15 a 19 | 68    |
| 64    | 10 a 14 | 56    |
| 72    | 5 a 9   | 60    |
| 40    | 0 a 4   | 60    |

## Economia
El 2007 la població en edat de treballar era de 1.426 persones, 1.049 eren actives i 377 eren inactives. De les 1.049 persones actives 957 estaven ocupades (517 homes i 440 dones) i 91 estaven aturades (40 homes i 51 dones). De les 377 persones inactives 119 estaven jubilades, 112 estaven estudiant i 146 estaven classificades com a «altres inactius».

### Ingressos
El 2009 a Nivolas-Vermelle hi havia 910 unitats fiscals que integraven 2.292 persones, la mediana anual d'ingressos fiscals per persona era de 19.006 €.

### Activitats econòmiques
Dels 151  establiments que hi havia el 2007, 1 era d'una empresa extractiva, 3 d'empreses alimentàries, 14 d'empreses de fabricació d'altres productes industrials, 29 d'empreses de construcció, 42 d'empreses de comerç i reparació d'automòbils, 2 d'empreses de transport, 9 d'empreses d'hostatgeria i restauració, 1 d'una empresa d'informació i comunicació, 7 d'empreses financeres, 8 d'empreses immobiliàries, 12 d'empreses de serveis, 17 d'entitats de l'administració pública i 6 d'empreses classificades com a «altres activitats de serveis».
Dels 35 establiments de servei als particulars que hi havia el 2009, 1 era una oficina de correu, 6 tallers de reparació d'automòbils i de material agrícola, 2 autoescoles, 7 paletes, 3 guixaires pintors, 3 fusteries, 1 lampisteria, 4 electricistes, 1 perruqueria, 2 veterinaris, 4 restaurants i 1 saló de bellesa.
Dels 10 establiments comercials que hi havia el 2009, 1 era un supermercat, 1 una botiga de menys de 120 m², 2 fleques, 1 una carnisseria, 1 una llibreria, 1 una botiga de mobles, 1 una perfumeria i 2 floristeries.
L'any 2000 a Nivolas-Vermelle hi havia 5 explotacions agrícoles.

## Equipaments sanitaris i escolars
L'únic equipament sanitari que hi havia el 2009 era una farmàcia.
El 2009 hi havia 1 escola maternal i 1 escola elemental. Nivolas-Vermelle disposava d'un liceu d'ensenyament general amb 1.189 alumnes.

## Poblacions més properes
El següent diagrama mostra les poblacions més properes.